# The Color Purple (1985)
The Color Purple is een Amerikaanse dramafilm van Steven Spielberg uit 1985. De film is gebaseerd op het gelijknamige boek van Alice Walker, dat met de Pulitzer-prijs bekroond werd. De film werd genomineerd voor elf Oscars, maar verzilverde hier geen van. Out of Africa kaapte dat jaar de meeste Oscars weg. Whoopi Goldberg won wel een Golden Globe voor haar hoofdrol.

## Verhaal
Het verhaal speelt zich af in Georgia in 1909.
Celie is jarenlang misbruikt door haar stiefvader en heeft op jeugdige leeftijd zelf al twee kinderen op de wereld gezet, die ze allebei heeft moeten afstaan. Haar grote droom is natuurlijk om haar kinderen, die in Afrika zouden wonen, terug te zien. Als ze veertien is, wordt ze uitgehuwelijkt aan Albert, die haar als een slaaf ziet en alleen maar misbruik van haar maakt. Alberts maîtresse, Shug Avery, zorgt er samen met Sofia voor dat Celie zich tegen hem kan verweren.

## Rolverdeling
| Acteur             | Personage               |
| ------------------ | ----------------------- |
| Danny Glover       | Albert Johnson          |
| Whoopi Goldberg    | Celie                   |
| Oprah Winfrey      | Sofia                   |
| Margaret Avery     | Shug Avery              |
| Akosua Busia       | Nettie Harris           |
| Adolph Caesar      | Old Mister Johnson      |
| Willard Pugh       | Harpo Johnson           |
| Rae Dawn Chong     | Squeak                  |
| Laurence Fishburne | Swain                   |
| Carl Anderson      | dominee Samuel          |
| Grand Bush         | Randy                   |
| Dana Ivey          | Miss Millie             |
| Bennet Guillory    | Grady                   |
| James Tillis       | Henry "Buster" Broadnax |
| Leonard Jackson    | Pa                      |

## Productie
Steven Spielberg zou aanvankelijk alleen de film produceren.